# Церква Архангела Михаїла (Брунари)
Церква Архангела Михаїла — давній греко-католицький храм у с. Брунари Горлицького повіту Малопольского воєводства. Належить до взірців класичного лемківського зодчества.
2013 року храм оголосили об'єктом Всесвітньої спадщини ЮНЕСКО разом з іншими дерев'яними церквами в Польщі та Україні.

## Історичний огляд
Перша божниця в Брунарах постала після 1616 року, коли у селі була заснована греко-католицька парафія. Нову церкву збудували 1653 року, а сучасної церкви — у XVIII столітті. 1831 року її перебудували й розширили. Колишній презбітерій поєднали з навою.
Після операції «Вісла» 1947 року, коли лемки були переселені на західні території Польщі, храм став використовуватися як римо-католицька церква.

## Архітектура
У 1348 році польський король Казімеж Великий заснував на так званому "Законі про оренду" село Брунуари і для будівництва церкви була відведена одна з ділянок.  Церква знаходиться в центрі села, в петлі річки Ситанка, на північ від дороги, що веде від Бецца до Тухово. Будівля оточена кільцем старих дерев, які були посаджені вздовж дерев'яної огорожі. Церква сходить на схід. Фундаменти церкви побудовано з розбитого каменю, є підвал під ризницею.
Дерев'яна церква належить до лемківського зодчества XVII століття. Архітектурна структура храму розділена на три квадрати: вівтар, нава і бабинець. Усі зовнішні елементи церкви покрити ґонтом. Над притвором височіє вежа.
Кожна баня увінчана декоративними хрестами.

## Реставраційні роботи
У 1596 році до споруди додано башту на захід від нефа. Ймовірно, на початку XVII ст. церква була огороджена зовнішньою аркадою (собота). У період 1602-1608 рр. до даху додано хребетну башту. Церква була істотно перебудована в 1641-1650 роках. Також було додано велику каплицю ангелів-опікунів на північну сторону нефу. Інтер'єр церкви також зазнав змін, в тому числі відтворення хору, збільшення віконних отворів, створено нове поліхромне оформлення, що само по собі має велику художню цінність. Після 1908 р. на даху нефу і верхньої частини башти покриття замінено на оцинковане, а галькове покриття стін було замінено погодним пансіоном, склепіння нефу підтримувалося ярусною аркадою. 
Перша велика реставраційна робота церкви була проведена в XIX столітті (1844, 1892 роки). У 1990-х роках було прийнято рішення відновити автентичність покрівлі, що відповідає оригінальному (власне і естетичному) вигляду і структурній формі. До програми збереження також включено кам'яну дзвіницю, що розташована на південь від церкви. Покрівля вежі та південного притвору покриті бітумною дахівкою, решта  - оцинкованими металевими листами. На півдні - прямокутна ризниця.  Поліхромні прикраси в інтер'єрі церкви кілька разів були предметом реконструкції. Саме ці поліхромні прикраси  - одні з найцінніших комплексів фрезерних прикрас, що збереглися. Їхнє відновлення  продовжувалося до 1991 року. З кінця 1990-х років в церкві була проведена консерваційна робота. Станом на 2003 рік проводились реставраційні роботи з метою покращення експозиції скульптури Діви Марії та рельєфу чотирьох святих в структурі вівтаря. В даний час не передбачається внесення суттєвих змін у політику, що стосується церкви, оскільки сучасний спосіб захисту пам'ятника вважається найбільш придатним і не потребує будь-якої корекції.

## Інтер'єр
Усередині бароковий іконостас XVIII століття. Збереглися настінні фрески XVIII–XIX століть, розписані у синіх тонах з виноградними мотивами. Окрім головного вівтаря XVII століття у церкві є два бокових вівтаря XVIII століття. Художньо цінними у них є ікони Богородиці й Преображення.